# Episodi di Pappa e ciccia (seconda stagione)
La seconda stagione della serie televisiva Pappa e ciccia, venne trasmessa negli Stati Uniti sulla ABC dal 12 settembre 1989 all'8 maggio 1990.
In Italia, venne trasmessa su Canale 5 nel 1991.
| n° | Titolo originale           | Prima TV USA      | Prima TV Italia |
| -- | -------------------------- | ----------------- | --------------- |
| 1  | Inherit the Wind           | 12 settembre 1989 | 1991            |
| 2  | The Little Sister          | 19 settembre 1989 | 1991            |
| 3  | Guilt by Disassociation    | 26 settembre 1989 | 1991            |
| 4  | Somebody Stole My Gal      | 3 ottobre 1989    | 1991            |
| 5  | House of Grown-Ups         | 10 ottobre 1989   | 1991            |
| 6  | Five of a Kind             | 24 ottobre 1989   | 1991            |
| 7  | BOO!                       | 31 ottobre 1989   | 1991            |
| 8  | Sweet Dreams               | 7 novembre 1989   | 1991            |
| 9  | We Gather Together         | 21 novembre 1989  | 1991            |
| 10 | Brain-Dead Poets Society   | 28 novembre 1989  | 1991            |
| 11 | Lobocop                    | 5 dicembre 1989   | 1991            |
| 12 | No Talking                 | 12 dicembre 1989  | 1991            |
| 13 | Chicken Hearts             | 2 gennaio 1990    | 1991            |
| 14 | One for the Road           | 9 gennaio 1990    | 1991            |
| 15 | An Officer and a Gentleman | 23 gennaio 1990   | 1991            |
| 16 | Born to Be Wild            | 30 gennaio 1990   | 1991            |
| 17 | Hair                       | 6 febbraio 1990   | 1991            |
| 18 | I'm Hungry                 | 13 febbraio 1990  | 1991            |
| 19 | All of Me                  | 20 febbraio 1990  | 1991            |
| 20 | To Tell the Truth          | 27 febbraio 1990  | 1991            |
| 21 | Fender Bender              | 20 marzo 1990     | 1991            |
| 22 | April Fool's Day           | 10 aprile 1990    | 1991            |
| 23 | Fathers and Daughters      | 1º maggio 1990    | 1991            |
| 24 | Happy Birthday             | 8 maggio 1990     | 1991            |